# Specifikt immunförsvar
Det specifika försvaret, även kallat adaptiva immunförsvaret, är den del av immunförsvaret som är ett inlärt system, då det bygger på igenkännande av främmande antigen och måste både präglas mot antigenet och aktiveras innan större skador sker. Det är ett komplement till det Ospecifika immunförsvaret hos ryggradsdjur. Det förmedlas av lymfocyter och innefattar bildandet av antikroppar och aktiverade lymfocyter, som angriper och ödelägger en specifik angripare (jämför med det medfödda immunförsvaret, som är ospecifikt). Dess särskilda egenskap är dess potential att känna igen och reagera specifikt mot alla makromolekyler som är främmande för organismen, så kallade antigen. När lymfocyten registrerar makromolekyler som är "främmande" - dvs. kemiskt annorlunda uppbyggt än makromolekylerna i den individ som lymfocyterna finns i - så är de i stånd att starta en specifik försvarsreaktion, en så kallad immunrespons. Dessa främmande antigen kan till exempel vara ytmolekyler från bakterier, virus eller parasiter.
Förmågan att angripa alla främmande ämnen innebär en risk att också angripa sig själv. Att organismen inte reagerar med en immunrespons av sina egna beståndsdelar, kallas tolerans, och styrs av MHC-molekyler (Major Histocompability Complex). Om det blir fel i denna viktiga förmåga att kunna skilja på främmande och kroppsegna substanser kan det leda till en autoimmun sjukdom. 
Det adaptiva immunsystemet besitter även ihågkommelseförmåga, immunologiskt minne, som gör att nästa gång organismen angrips av samma mikroorganism kommer kroppen ihåg detta och kan oskadliggöra det främmande ämnet snabbt. Det är även detta man utnyttjar då man vaccinerar sig.
Det specifika försvaret är främst uppbyggt av två sorters lymfocyter: B-celler och T-celler. Båda bildas i den röda benmärg som vi har i huvudet, bålen och överdelen av överarmsbenen. Medan B-celler även mognar i den röda benmärgen mognar T-cellerna i brässen (thymus) som är en körtel som sitter högt upp i människans bröstkorg. I brässen kan man säga att T-cellerna skolas, de lär sig att inte reagera på kroppsegna proteiner och alla som gör det tvingas gå i apoptos (programmerad celldöd). Detta är viktigt, annars skulle vårt immunförsvar kunna angripa oss själva.
En viktig del av aktiveringen är att antigenet ska visas upp för det specifika försvaret, det sker med hjälp av antigenpresenterande celler, vilket är någon form av fagocyterande cell. Inne i cellen kan bakteriens protein brytas upp i mindre bitar – så kallade peptider. Peptiderna transporteras sedan till cellytan genom bindning till MHCII-molekyler. Där kan det identifieras av T-hjälparceller, när de aktiveras utsöndrar de cytokiner som stimulerar cytotoxiska T-celler (T-mördare) att avdöda de främmande organismerna.

Även B-cellerna har en viktig roll i det specifika immunförsvaret, de producerar antikroppar. Antikroppar kan neutralisera toxiner från bakterier, stoppa mikroorganismer från att ta sig in i sina målceller, och fästa sig på mikroorganismerna och på så vis underlätta fagocyteringen av dem. Man kan säga att antikropparna fungerar som flaggor som visar vilka celler som ska ätas upp av fagocyterande celler.
För att B-cellerna ska aktiveras måste de ha bundit sitt specifika antigen till någon av sina ytantikroppar vilket skickar en signal in i cellen, samt fagocyterat antigenet och presenterat det på sin MHCII. Därefter kan de träffa på och binda till en aktiverad T-hjälpare som stimulerar den till aktivering. När detta hänt kommer B-cellen att börja dela sig vilket leder till att både plasmaceller som utsöndrar antikroppar, och minnesceller bildas.
När T- och B-celler aktiveras och delar sig bildas minnesceller som kommer att leva kvar i kroppen under lång tid. Första gången kroppen blir infekterad av en bakterie eller virus kommer det specifika försvaret behöva en viss tid för att komma igång, men om det sedan blir ett förnyat intrång av samma mikroorganism känner minnescellerna snabbt igen det och kan starta en snabb motreaktion och eliminera de nya inkräktarna – man har blivit immun.